# Vitamina K epóxido reductasa
La vitamina K epóxido reductasa (VKOR) es una enzima (EC 1.1.4.1) que reduce a la vitamina K luego de que esta ha sido oxidada en la carboxilación del residuo de ácido glutámico de las enzimas que participan en la coagulación de la sangre. 
La reacción catalizada por esta enzima es:
La VKORC es miembro de una amplia familia de enzimas que se encuentran presentes en vertebrados, Drosohpila, plantas, bacterias, y arqueas. La subunidad 1 de esta enzima (VKORC1) es la diana del anticoagulante warfarina. En la región más probable para ser el sitio activo de la enzima se han identificado cuatro residuos de cisteína y un quinto residuo que puede ser serina o treonina. En algunas enzimas homólogas de plantas y bacterias, el dominio homólogo a la VKORC1 se encuentra fusionado con otros dominios de la familia de la tioredoxina de oxidoreductasas.